# Glock 24
Glock 24 — выпускаемый с 1994 года самозарядный пистолет фирмы Glock под патрон .40 S&W, длинноствольный вариант пистолетов Glock под данный патрон, аналогичный 9-миллиметровому Glock 17L и Glock 40 калибра 10 мм. Другими моделями Glock под патрон .40 S&W являются Glock 22 «стандартной» длины, «компактный» Glock 23, «субкомпактный» Glock 27 и спортивный Glock 35.

## Конструкция
Glock 24 имеет конструкцию одинаковую с другими пистолетами фирмы Глок (за исключением пистолетов Glock 25 и Glock 28 использующих другой принцип работы автоматики — принцип свободного затвора). Автоматика пистолета работает по принципу использования отдачи при коротком ходе ствола, отпирание затвора происходит при перекосе ствола в вертикальной плоскости вследствие взаимодействия фигурного паза в приливе казённой части ствола с корпусом пистолета. Запирание производится за счёт вхождения прямоугольной казённой части ствола в окно для выброса гильз. Ударно-спусковой механизм ударниковый, с частичным взведением, и довзведением при каждом выстреле. Имеются три автоматических предохранителя: предохранитель на спусковом крючке блокирует движение крючка назад, освобождая его только при нажатии непосредственно на сам спусковой крючок; один предохранитель ударника делает невозможным выстрел при срыве ударника, второй блокирует ударник до тех пор пока не будет выжат спусковой крючок, ручных предохранителей пистолет не имеет. Рамка пистолета сделана из полимерного материала.

## Варианты
- Glock 24C — оснащен компенсатором, состоящим из двух отверстий на верхней поверхности ствола недалеко от дульного среза и прорези в кожухе-затворе над этими отверстиями. Реактивная сила истекающих из отверстий пороховых газов уменьшает подскок ствола под влиянием отдачи[5].